# Schulytschi
Schulytschi (ukrainisch Жуличі; russisch Жуличи Schulitschi, polnisch Żulice) ist ein Dorf in der ukrainischen Oblast Lwiw mit etwa 550 Einwohnern (2001).

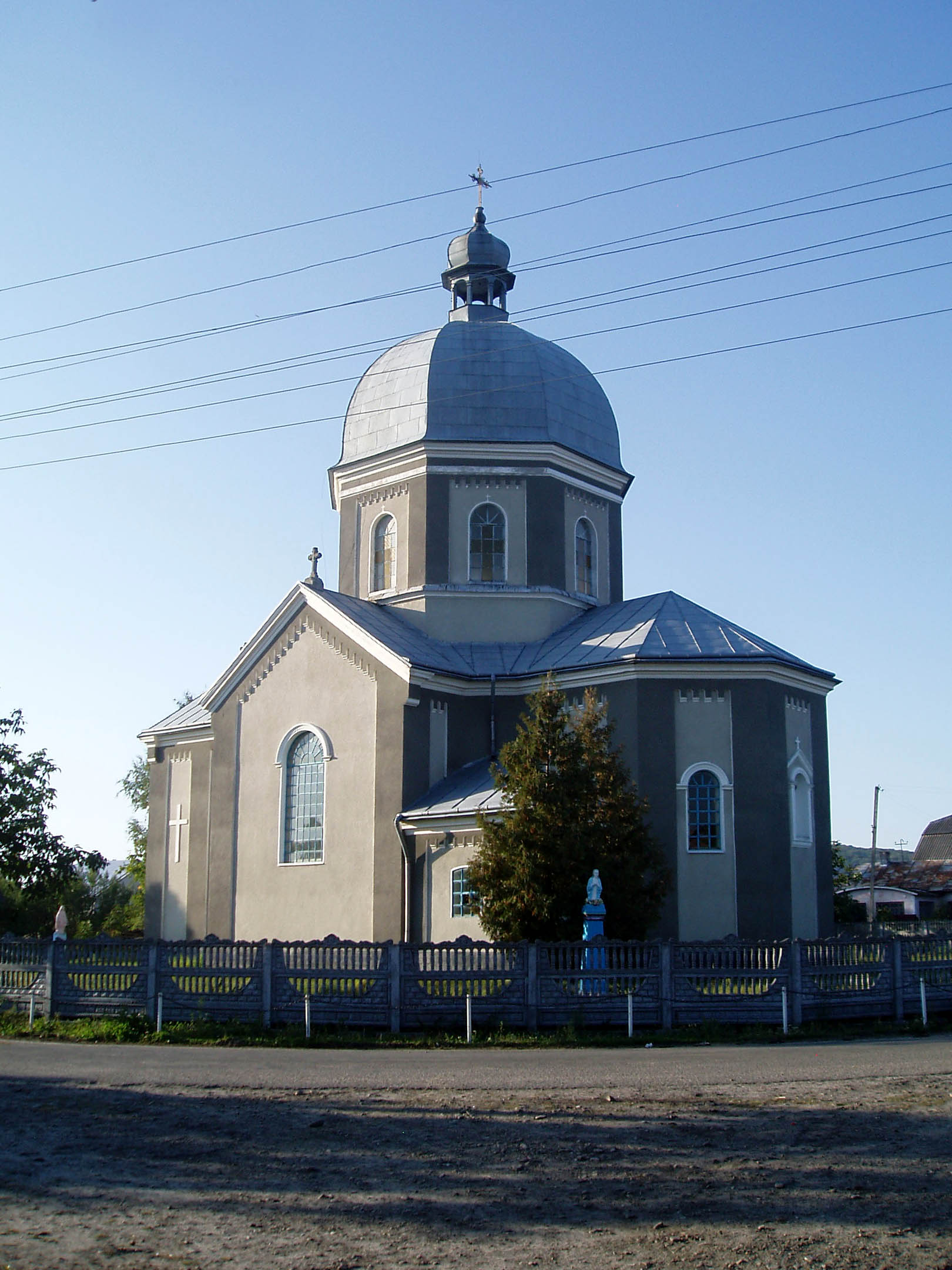
Sankt-Nikolaus-Kirche im Dorf

Das Dorf gehört verwaltungstechnisch zur Stadtgemeinde Solotschiw, bis 2020 bildete es zusammen mit dem 4 Kilometer westlich liegenden Dorf Potschapy (Почапи) die Landratsgemeinde Potschapy im Norden des Rajon Solotschiw. Im Dorf befindet sich die Sankt-Nikolaus-Kirche aus dem Jahr 1852.
Die Ortschaft liegt im Westen der historischen Landschaft Galizien auf einer Höhe von 259 m, 8 km nordwestlich vom Rajonzentrum Solotschiw und 70 km östlich vom Oblastzentrum Lwiw.

## Söhne und Töchter der Ortschaft
- Wassyl Patschowskyj (1878–1942), galizisch-ukrainischer Schriftsteller/Dichter, Gymnasiallehrer, Universitätsdozent, Philosoph und Historiker.